# Hemisferis de Magdeburg
Els hemisferis de Magdeburg formen part d'un cèlebre experiment de física que demostra la força de la pressió atmosfèrica. Consisteixen en dues mitges esferes metàl·liques buides, d'uns 65 litres de capacitat i uns 50 cm de diàmetre, de forma hemisfèrica, que s'ajusten una amb l'altra formant una esfera. Del seu interior s'extreu l'aire amb una màquina neumática, provocant un buit. L'experiment es deu al burgmestre (batlle) de Magdeburg, Otto von Guericke, qui també va inventar la bomba de buit.

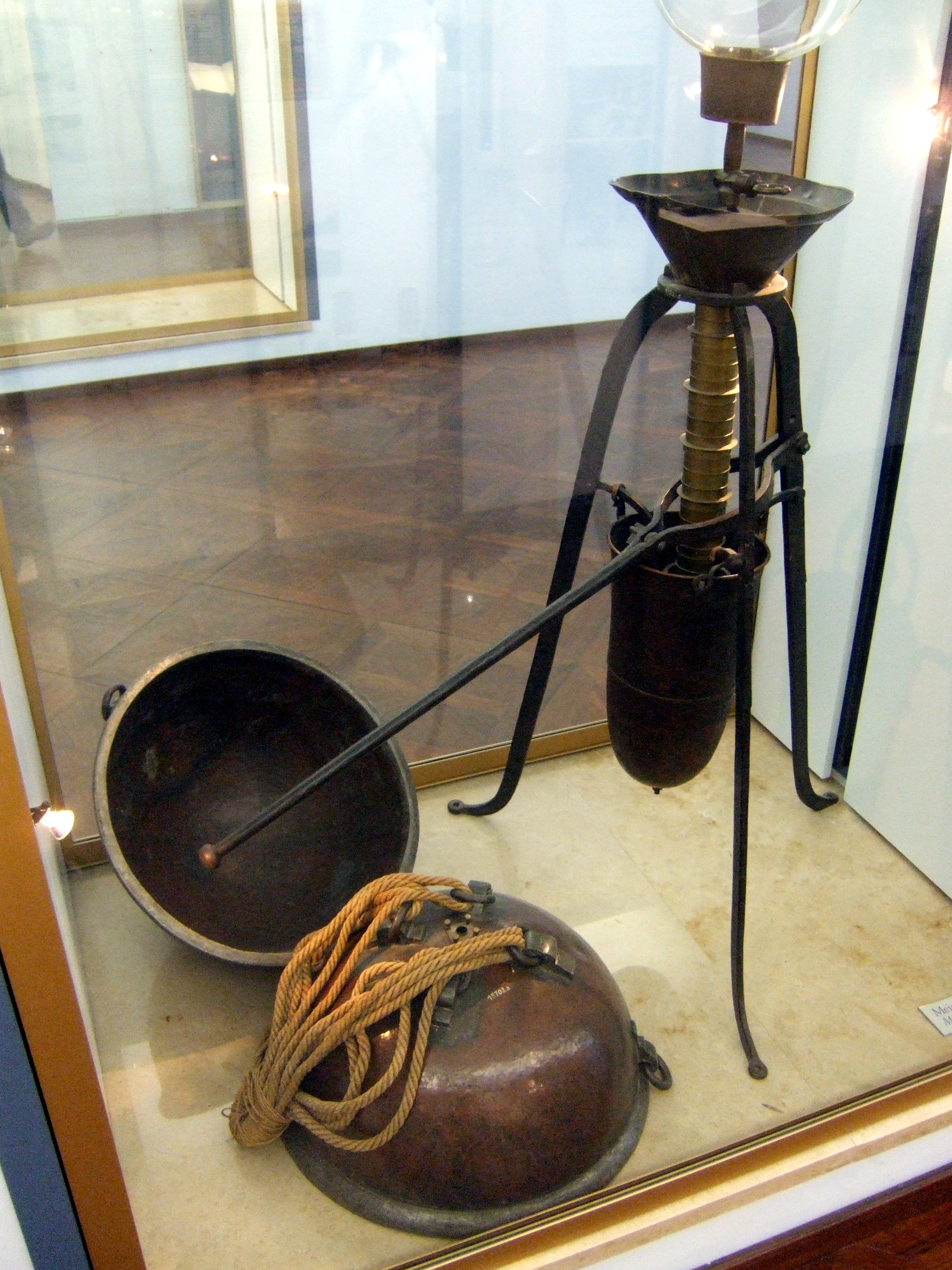
Hemisferis originals

El primer buit artificial havia estat produït pocs anys abans de l'experiment per part d'Evangelista Torricelli, i va inspirar von Guericke per dissenyar la primera bomba de buit del món, la qual constava d'un pistó i un cilindre amb una vàlvula de papallona d'un sol sentit. Les esferes originals es conserven al Deutsches Museum de Múnic.

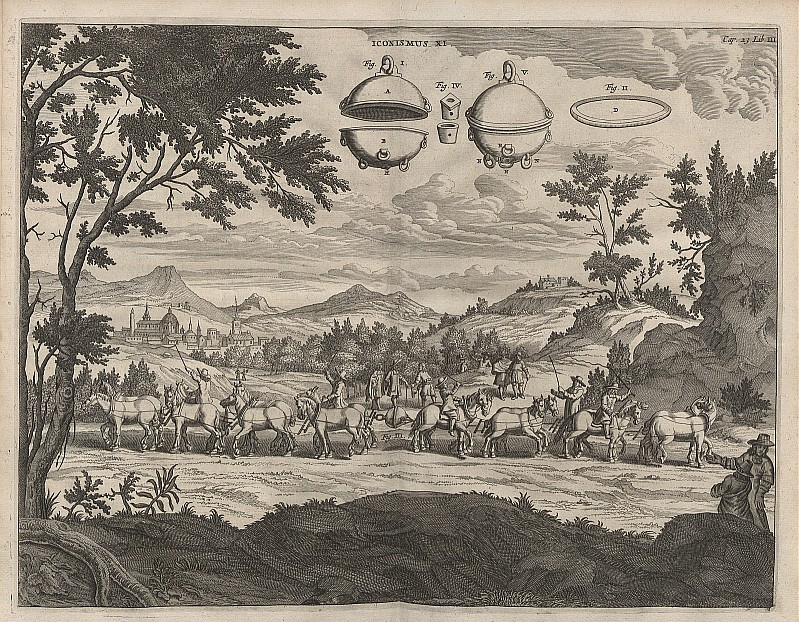
Dibuix de Gaspar Schott contemporani de l'experiment

## Aspecte
Aquest artefacte consta de dues mitges esferes; hi ha un conducte amb una vàlvula soldat a una d'elles, aquesta vàlvula pot tancar-se i obrir-se a voluntat. En el pol de cadascun dels hemisferis hi ha una nansa per poder subjectar-lo.

## Història i utilitat
- Von Guericke realitzà a Ratisbona davant el públic i el mateix emperador del Sacre Imperi Romano-Germànic Ferran III.[2] una primera demostració.
- a la ciutat de Magdeburg. Von Guericke va fer construir dos hemisferis de coure, els ajustà mitjançant una junta estanca a l'aire i en va extreure l'aire de dins fent el buit per un conducte de l'hemisferi, després va tancar-ne l'aixeta i va lligar cada hemisferi a un arnès tirat per 16 cavalls en dos equips de 8 cavalls que no aconseguiren desenganxar les dues meitats. Quan, mitjançant una vàlvula es va deixar l'aire de nou a l'esfera, se'n van poder separar fàcilment les dues meitats. L'experiment va fascinar els que els van poder veure.
- Serveix en la pràctica com experiment de física per a les demostracions de la pressió atmosfèrica, i en molts centres d'ensenyament es disposa de models a escala amb aquest efecte.
- En els hemisferis només actua la pressió atmosfèrica, ja que en extreure'n l'aire no hi ha pressió en el seu interior. Per contra, l'aire atmosfèric exerceix pressió sobre els hemisferis i, si la superfície d'ells, sobre la qual actua la pressió, és prou gran, cal una força molt considerable per poder separar-los. Es calcula que aquesta força és de 40.000N,[3] que equival a aixecar un elefant.
- Després d'estudiar la bomba de buit de Guericke descrita en un llibre per Gaspar Schott, Robert Boyle treballà amb Robert Hooke per dissenyar i millorar una bomba de buit. D'això en resultà la llei de Boyle que estableix que el volum d'un cos d'un gas ideal és inversament proporcional a la seva pressió.